# شموئيل سامي

شموئيل سامي باروخ رجل الأعمال إسرائيلي والذي ولد في عام 1923 في مدينة القدس الحي القديم والده صيدلي والعائلة ثرية تعيش في الحي اليهودي بالقدس منذ مدة طويلة درس في البلدة القديمة بالقدس ثم درس في المدرسة الزراعية بمنطقة برديس حنا ثم انتقل للدراسة في كلية سانت جورج التابعة للكنيسة الانجليكانية ثم أنهي دراسته في معهد النسيج بمدينة مانشستر في بريطانيا، واندلعت الحرب العالمية الثانية وبعد مرور عامين تجند شموئيل باروخ في الجيش البريطاني ووصل إلي رتبة رقيب أول وأصيب في المعارك وحصل علي عدة أوسمة وبعد الحرب في عام 1946 استكمل دراسته
وتخرج عام 1949 كمهندس نسيج وأنشأ مصنعا للنسيج في مانشستر وتزوج وأنجب ثلاثة أولاد وبعد نحو عشر سنوات وفي عام 1958 عاد إلي إسرائيل مع زوجته وأولاده وأقام في تل أبيب وأنشأ مصنعا للنسيج في كريات جات باسم أرجدين للنسيج وفي عام 1963 أفلس المصنع وباع الدائنون المصنع إلي مصنع منافس له تحت اسم مصنع بولجيت مما أصاب باروخ بصدمة نفسية شديدة.
وعلي التوازي حين كان رجل أعمال وقبل إفلاسه عمل كناشط سياسي حيث انضم إلي حركة سياسية جديدة في ذلك الوقت تدعي إسرائيل الشابة وتم تعيينه رئيسا للجنة المالية للحركة وكانت هذه الحركة تعد نفسها للاشتراك في الانتخابات السادسة للكنيست الإسرائيلي وكان باروخ يرغب بشدة في دخول الكنيست كعضو منتخب.
وبعد إفلاس باروخ في عام 1963 قرر السفر وعائلته إلي سويسرا في محاولة لتوفير سيولة مالية بشكل أو بآخر حتي يعود لبدء نشاطه مرة أخرى في إسرائيل ووصل بالفعل إلي جنيف وأقام وأسرته لدي أحد أقاربه هناك.
علمت المخابرات العامة المصرية بوجود باروخ في جنيف وبتفاصيل حياته بالكامل ومنها حالته المالية المتدهورة وتم تجنيده للعمل لصالح مصر وتم تدريبه للعمل من داخل إسرائيل ورجع إلي إسرائيل هو وأسرته وقدم معلومات اقتصادية وسياسية مهمة من خلال اتصالاته ومعارفه لعدة سنوات، إلا أن رعونته وثقته الزائدة في نفسه أدت إلي القبض عليه ومحاكمته وحكم عليه بالسجن ثمانية عشر عاما أمضي منها10 سنوات ثم أفرج عنه خلال عفو لبعض السجناء وترك إسرائيل وسافر لإحدي الدول الأوروبية التي يعيش بها حتي اليوم.